# 亞歷山大·范德貝倫
亞歷山大·范德貝倫（德語：Alexander Van der Bellen，發音：[alɛˈksandɐ fan deːɐ̯ ˈbɛlən]；1944年1月18日—），是奧地利政治人物及經濟學家，現任奥地利总统。

## 生平
1944年1月18日，亞歷山大·范德貝倫出生於維也納，他的父母都來自愛沙尼亞，是在史太林主義下逃離蘇聯的難民。父母出生於俄羅斯帝國，父親擁有波羅的海德意志人、荷蘭人及愛沙尼亞人血統。一家人在俄國革命期間從俄羅斯輾轉多國逃難到奧地利，最後在維也納安定下來。
1970年，范德貝倫在奧地利因斯布魯克大學研修經濟獲得博士學位，此後一直在經濟研究領域工作。1970年代開始踏入政壇，加入奧地利社民黨，此後逐漸開始推動環保運動。
2020年5月24日，范德貝倫總統因違反奧地利防疫法規禁令，半夜仍在餐廳聚餐而被該國警察當場抓獲。

## 學術生涯
范德貝倫是一名退休教授，退休前於維也納大學教授經濟學。

## 政治生涯
他是一名綠黨成員，於1994年至2012年擔任國民議會議員，曾擔任綠黨議會會議主席，並於1997年至2008年擔任綠黨聯邦發言人。
他於2016年奧地利總統選舉以獨立人士身份參選，並得到綠黨支持。他在總統選舉第二輪投票，憑借郵寄選票的微弱差距勝出，以50.3%擊敗奧地利自由黨候選人諾伯特·霍費爾，但該投票結果，因郵寄選票的嚴重舞弊，後來被憲法法院推翻。
范德貝倫支持環保及社會自由主義政策，以及支持歐洲聯盟。
在2016年12月4日重新舉行的奧地利總統選舉第二輪投票中中，范德貝倫以53.8%得票擊敗自由黨候選人霍費爾（得票46.2%），當選奧地利聯邦總統。
由于伊维萨事件和人民党与自由党执政联盟的终结，2019年5月27日，库尔茨政府被国民议会通过不信任动议解除职务，為奧地利史上首次。由於距離大選尚有三個多月，范德貝倫正式辭退塞巴斯蒂安·庫爾茨後，他動用保留權力，任命無黨籍的原憲法法院首席法官布麗吉特·畢爾萊為總理。這也是奧地利首次有總統行使實權，自行任命新總理。
2022年10月9日，奧地利舉行第14屆總統直選，范德貝倫得票過半，直接當選連任。

## 荣誉

### 外国勋章奖章
- 无穷花大勋章（韩国，2021年6月14日批准[19]）

## 外部連結
- 维基共享资源上的相關多媒體資源：亞歷山大·范德貝倫